# Чичиретти, Амато
Амато Чичиретти (итал. Amato Ciciretti; 31 декабря 1993 года, Рим) — итальянский футболист, вингер клуба «Беневенто».

## Карьера
Амато Чичиретти начинал заниматься футболом в школе «Лацио», но в 2004 году перешёл в академию «Ромы», с которой стал юношеским чемпионом Италии (U-17) в сезоне 2009/10.
В 2012 году Чичиретти был отдан в аренду «Каррарезе», выступавшему в Высшем дивизионе Профессиональной лиги, за который он в сезоне 2012/13 провёл 19 матчей. В следующем году Чичиретти на правах аренды играл за команду «Л’Акуила» в той же лиге, где составил пару нападающих вместе с другим воспитанником «Ромы» Марко Фредиани.
После краткого периода в «Пистойезе», Чичиретти выступал за «Мессину» в 2015 году, проведя 21 матч и забив 3 гола.
В 2015 году Чичиретти перешёл в «Беневенто», с которым выиграл одну из трёх групп Профессиональной лиги сезона 2015/16, забив шесть мячей в 31 матчах, и тем самым помог команде впервые в истории сыграть в Серии В. 27 августа 2016 года Чичиретти дебютировал в Серии В, забив исторический первый гол команды в этом дивизионе в матче против команды СПАЛ (2:0). По итогам того же сезона «ведьмы» выиграли плей-офф и сенсационно вышли в Серию А.
20 августа 2017 года Чичиретти дебютировал на высшем уровне, выйдя в основном составе в гостевом поединке против «Сампдории». На 15-й минуте этого матча он забил свой первый гол в рамках Серии А, который также стал первым для «Беневенто» в Серии А.
В январе 2019 года Чичиретти перешёл на правах аренды в «Асколи».

## Статистика
|           |         |          | Лига  | Лига | Кубок | Кубок | Европа | Европа | Всего | Всего |
| Клуб      | Сезон   | Лига     | Матчи | Голы | Матчи | Голы  | Матчи  | Голы   | Матчи | Голы  |
| --------- | ------- | -------- | ----- | ---- | ----- | ----- | ------ | ------ | ----- | ----- |
| Каррарезе | 2012/13 | Лига Про | 19    | 0    | -     | -     | -      | -      | 3     | 0     |
| Л’Акуила  | 2013/14 | Лига Про | 22    | 1    | 1     | 0     | -      | -      | 23    | 1     |
| Пистойезе | 2014/15 | Лига Про | 9     | 0    | 3     | 0     | -      | -      | 12    | 0     |
| Мессина   | 2014/15 | Лига Про | 21    | 3    | -     | -     | -      | -      | 21    | 3     |
| Беневенто | 2015/16 | Лига Про | 26    | 6    | 4     | 2     | -      | -      | 30    | 8     |
| Беневенто | 2016/17 | Серия B  | 36    | 6    | 1     | 0     | -      | -      | 37    | 6     |
| Беневенто | 2017/18 | Серия A  | 1     | 1    | 0     | 0     | -      | -      | 1     | 1     |